# Родригес, Альберто Хуниор
Альбе́рто Ху́ниор Родри́гес Вальделома́р (исп. Alberto Junior Rodríguez Valdelomar; 31 марта 1984, Лима, Перу) — перуанский футболист, выступавший на позиции защитника. Бронзовый призёр Кубка Америки 2011 года и участник Кубка Америки 2007 года. Двукратный чемпион Перу в составе «Спортинг Кристал» и финалист Лиги Европы 2010/11 в составе «Браги».

## Карьера

### Клубная
Альберто Родригес является воспитанником клуба «Депортиво Ванка», однако за основной состав клуба он никогда не играл, так как уже в 2002 году перешёл в «Спортинг Кристал», один из грандов перуанского футбола. В чемпионате Перу 2002 года Родригес сыграл 30 матчей в которых забил 1 гол, а его клуб стал чемпионом. В следующем году Родригес вновь сыграл в 30-и матчах и забил 3 гола, но «Спортинг Кристал» остановился в шаге от чемпионства. В 2004 году клуб Родригеса вновь стал вторым, а сам Альберто провёл 35 матчей и забил 3 гола. В 2005 году Альберто, сыгравший в 43-х матчах и забивший 2 гола, во второй раз стал чемпионом Перу. В чемпионате 2006 года Альберто провёл только 17 матчей в которых забил 1 гол. По окончании чемпионата в декабре он подписал контракт с «Брагой» на три с половиной года. Сумма сделки составила всего 400 тысяч евро.
В «Браге» перуанский защитник, получивший 28-й номер, дебютировал 21 января 2007 года в матче Кубка Португалии с «Понтасоленше», завершившимся победой «Браги» со счётом 2:1. Дебют Родригеса в чемпионате состоялся 8 февраля в матче с клубом «Униан Лейрия», который завершился поражением «Браги» со счётом 0:1. В первом же сезоне перуанец дебютировал и в еврокубках. Его европейский дебют пришёлся на первый матч 1/16 финала Кубка УЕФА с «Пармой», который завершился победой португальского клуба со счётом 1:0. Альберто Родригес принимал участие и в ответном поединке, а также в двух матчах 1/8 финала с Тоттенхэмом. Всего в своём первом сезоне за новый клуб перуанский защитник сыграл в 14-и матчах. В следующем сезоне Альберто Родригес открыл счёт своим голам за клуб. Первый гол защитник забил в матче третьего тура 2007/08 с клубом «Эштрела» из Амадоры, завершившимся со счётом 2:1 в пользу «Браги». Всего в своём втором сезоне за «Брагу» Альберто сыграл 25 матчей, в которых сумел забить 2 гола. Перед началом сезона 2008/09 защитник получил 2-й номер. В том сезоне Родригес сыграл за клуб в 26-и матчах и забил 2 гола. В следующем сезоне Родригес помог своей команде занять рекордное в истории второе место в чемпионате и получить путёвку в Лигу чемпионов. Всего за тот сезон Родригес провёл 25 матчей. В сезоне 2010/11 Родригес вместе со своим клубом прошёл два квалификационных раунда и заслужил право выступать в групповом турнире лиги чемпионов УЕФА. В своей группе «Брага» заняла третье место и отправилась играть в Лигу Европы. В лиге Европы защитник принял участие во всех матчах за исключением двух матчей с киевским «Динамо», включая финальный матч с «Порту», завершившийся минимальным поражением «Браги». В чемпионате Родригес сыгравший в 18-и матчах не сумел помочь своему клубу, который занял лишь четвёртое место. По окончании сезона Альберто Родригес на правах свободного агента последовал за тренером Домингушем Пасиенсия в лиссабонский «Спортинг», подписав контракт на четыре года.
В новом клубе перуанец вновь выбрал 2-й номер.

### В сборной
До дебюта в основной сборной Перу Альберто Родригес выступал за сборную Перу (до 17).
В главной сборной Перу Альберто Родригес дебютировал 2 апреля 2003 года в товарищеском матче со сборной Чили, завершившимся победой перуанцев со счётом 3:0. Родригес появился на поле лишь на 81-й минуте.
В 2007 году Родригес принял участие в Кубке Америки. На том Кубке Родригес принял участие в трёх матчах своей сборной.
В 2011 году Родригес вновь попал в заявку сборной на Кубок Америки. Родригес сыграл в пяти матчах своей сборной на турнире, пропустив только последний матч группового этапа со сборной Чили. Сборная Перу закончила турнир став обладателем бронзовых медалей.
Всего за сборную Перу Альберто Родригес сыграл 38 матчей.

## Достижения
Клубные
 «Спортинг Кристал»
- Чемпион Перу (2): Клаусура 2002, 2004, 2005

 «Брага»
- Финалист Лиги Европы: 2010/11
- Обладатель Кубка Интертото: 2008

 Сборная Перу
- Бронзовый призёр Кубка Америки: 2011

## Клубная статистика
| Клуб                | Сезон            | Чемпионат Португалии | Чемпионат Португалии | Кубок Португалии | Кубок Португалии | Кубок португальской лиги | Кубок португальской лиги | Лига чемпионов УЕФА | Лига чемпионов УЕФА | Кубок УЕФА | Кубок УЕФА | Лига Европы УЕФА | Лига Европы УЕФА | Итого | Итого |
| Клуб                | Сезон            | Игры                 | Голы                 | Игры             | Голы             | Игры                     | Голы                     | Игры                | Голы                | Игры       | Голы       | Игры             | Голы             | Игры  | Голы  |
| ------------------- | ---------------- | -------------------- | -------------------- | ---------------- | ---------------- | ------------------------ | ------------------------ | ------------------- | ------------------- | ---------- | ---------- | ---------------- | ---------------- | ----- | ----- |
| Брага               | 2006/07          | 9                    | 0                    | 1                | 0                | 0                        | 0                        | 0                   | 0                   | 4          | 0          | 0                | 0                | 14    | 0     |
| Брага               | 2007/08          | 17                   | 1                    | 2                | 1                | 0                        | 0                        | 0                   | 0                   | 6          | 0          | 0                | 0                | 25    | 2     |
| Брага               | 2008/09          | 15                   | 2                    | 1                | 0                | 1                        | 0                        | 0                   | 0                   | 9          | 0          | 0                | 0                | 26    | 2     |
| Брага               | 2009/10          | 20                   | 0                    | 2                | 0                | 1                        | 0                        | 0                   | 0                   | 0          | 0          | 2                | 0                | 25    | 0     |
| Брага               | 2010/11          | 18                   | 0                    | 1                | 0                | 3                        | 0                        | 9                   | 0                   | 0          | 0          | 7                | 0                | 38    | 0     |
| Брага               | Итого            | 79                   | 3                    | 7                | 1                | 5                        | 0                        | 9                   | 0                   | 19         | 0          | 9                | 0                | 128   | 4     |
| Спортинг (Лиссабон) | 2011/12          | 5                    | 0                    | 0                | 0                | 0                        | 0                        | 0                   | 0                   | 0          | 0          | 2                | 0                | 7     | 0     |
| Спортинг (Лиссабон) | Итого            | 5                    | 0                    | 0                | 0                | 0                        | 0                        | 0                   | 0                   | 0          | 0          | 2                | 0                | 7     | 0     |
| Всего за карьеру    | Всего за карьеру | 84                   | 3                    | 7                | 1                | 5                        | 0                        | 9                   | 0                   | 19         | 0          | 11               | 0                | 135   | 4     |

## Статистика в сборной
| №  | Дата             | Место проведения | Соперник  | Счёт | Голы | Турнир                    |
| 1  | 2 апреля 2003    | Лима             | Чили      | 3:0  | -    | Товарищеский матч         |
| 2  | 30 июля 2003     | Монтевидео       | Уругвай   | 0:1  | -    | Товарищеский матч         |
| 3  | 27 августа 2003  | Лима             | Гватемала | 0:0  | -    | Товарищеский матч         |
| 4  | 9 октября 2004   | Ла-Пас           | Боливия   | 0:1  | -    | Отборочный матч к ЧМ 2006 |
| 5  | 17 ноября 2004   | Лима             | Чили      | 2:1  | -    | Отборочный матч к ЧМ 2006 |
| 6  | 27 марта 2005    | Гояния           | Бразилия  | 0:1  | -    | Отборочный матч к ЧМ 2006 |
| 7  | 17 августа 2005  | Такна            | Чили      | 3:1  | -    | Товарищеский матч         |
| 8  | 9 октября 2005   | Буэнос-Айрес     | Аргентина | 0:2  | -    | Отборочный матч к ЧМ 2006 |
| 9  | 15 ноября 2006   | Кингстон         | Ямайка    | 1:1  | -    | Товарищеский матч         |
| 10 | 19 ноября 2006   | Панама           | Панама    | 2:1  | -    | Товарищеский матч         |
| 11 | 3 июня 2007      | Мадрид           | Эквадор   | 2:1  | -    | Товарищеский матч         |
| 12 | 26 июня 2007     | Мерида           | Уругвай   | 3:0  | -    | Кубок Америки 2007        |
| 13 | 30 июня 2007     | Сан-Кристобаль   | Венесуэла | 0:2  | -    | Кубок Америки 2007        |
| 14 | 3 июля 2007      | Мерида           | Боливия   | 2:2  | -    | Кубок Америки 2007        |
| 15 | 8 сентября 2007  | Лима             | Колумбия  | 2:2  | -    | Товарищеский матч         |
| 16 | 12 сентября 2007 | Лима             | Боливия   | 2:0  | -    | Товарищеский матч         |
| 17 | 13 октября 2007  | Лима             | Парагвай  | 0:0  | -    | Отборочный матч к ЧМ 2010 |
| 18 | 17 октября 2007  | Сантьяго         | Чили      | 0:2  | -    | Отборочный матч к ЧМ 2010 |
| 19 | 18 ноября 2007   | Лима             | Бразилия  | 1:1  | -    | Отборочный матч к ЧМ 2010 |
| 20 | 31 мая 2008      | Уэльва           | Испания   | 1:2  | -    | Товарищеский матч         |
| 21 | 14 июня 2008     | Лима             | Колумбия  | 1:1  | -    | Отборочный матч к ЧМ 2010 |
| 22 | 17 июня 2008     | Монтевидео       | Уругвай   | 0:6  | -    | Отборочный матч к ЧМ 2010 |
| 23 | 6 сентября 2008  | Лима             | Венесуэла | 1:0  | -    | Отборочный матч к ЧМ 2010 |
| 24 | 29 марта 2009    | Лима             | Чили      | 1:3  | -    | Отборочный матч к ЧМ 2010 |
| 25 | 1 апреля 2009    | Порту-Алегри     | Бразилия  | 0:3  | -    | Отборочный матч к ЧМ 2010 |
| 26 | 7 июня 2009      | Лима             | Эквадор   | 1:2  | -    | Отборочный матч к ЧМ 2010 |
| 27 | 10 июня 2009     | Медельин         | Колумбия  | 0:1  | -    | Отборочный матч к ЧМ 2010 |
| 28 | 5 сентября 2009  | Лима             | Уругвай   | 1:0  | -    | Отборочный матч к ЧМ 2010 |
| 29 | 9 сентября 2009  | Пуэрто-ла-Крус   | Венесуэла | 1:3  | -    | Отборочный матч к ЧМ 2010 |
| 30 | 10 октября 2009  | Буэнос-Айрес     | Аргентина | 1:2  | -    | Отборочный матч к ЧМ 2010 |
| 31 | 14 октября 2009  | Лима             | Боливия   | 1:0  | -    | Отборочный матч к ЧМ 2010 |
| 32 | 28 июня 2011     | Лима             | Сенегал   | 1:0  | -    | Товарищеский матч         |
| 33 | 4 июля 2011      | Сан-Хуан         | Уругвай   | 1:1  | -    | Кубок Америки 2011        |
| 34 | 8 июля 2011      | Мендоса          | Мексика   | 1:0  | -    | Кубок Америки 2011        |
| 35 | 16 июля 2011     | Кордова          | Колумбия  | 2:0  | -    | Кубок Америки 2011        |
| 36 | 19 июля 2011     | Ла-Плата         | Уругвай   | 0:2  | -    | Кубок Америки 2011        |
| 37 | 23 июля 2011     | Ла-Плата         | Венесуэла | 4:1  | -    | Кубок Америки 2011        |
| 38 | 7 октября 2011   | Лима             | Парагвай  | 2:0  | -    | Отборочный матч к ЧМ 2014 |

Итого: 38 матчей; 10 побед, 10 ничьих, 16 поражений.
| Год   | Матчи Кубка Америки | Матчи Кубка Америки | Отборочные матчи ЧМ | Отборочные матчи ЧМ | Товарищеские матчи | Товарищеские матчи | Итого | Итого |
| Год   | Игры                | Голы                | Игры                | Голы                | Игры               | Голы               | Игры  | Голы  |
| ----- | ------------------- | ------------------- | ------------------- | ------------------- | ------------------ | ------------------ | ----- | ----- |
| 2003  | 0                   | 0                   | 0                   | 0                   | 3                  | 0                  | 3     | 0     |
| 2004  | 0                   | 0                   | 2                   | 0                   | 0                  | 0                  | 2     | 0     |
| 2005  | 0                   | 0                   | 2                   | 0                   | 1                  | 0                  | 3     | 0     |
| 2006  | 0                   | 0                   | 0                   | 0                   | 2                  | 0                  | 2     | 0     |
| 2007  | 3                   | 0                   | 3                   | 0                   | 3                  | 0                  | 9     | 0     |
| 2008  | 0                   | 0                   | 3                   | 0                   | 1                  | 0                  | 4     | 0     |
| 2009  | 0                   | 0                   | 8                   | 0                   | 0                  | 0                  | 8     | 0     |
| 2010  | 0                   | 0                   | 0                   | 0                   | 0                  | 0                  | 0     | 0     |
| 2011  | 5                   | 0                   | 1                   | 0                   | 1                  | 0                  | 7     | 0     |
| Итого | 8                   | 0                   | 19                  | 0                   | 11                 | 0                  | 38    | 0     |